# Dorothea Köring
Dorothea « Dora » Köring (née le 11 juillet 1880 à Chemnitz – décédée en 13 février 1945 à Dresde) est une joueuse de tennis allemande, active avant la Première Guerre mondiale.
En 1912, elle a notamment décroché aux Jeux olympiques de Stockholm une médaille d'argent en simple dames (battue en finale par Marguerite Broquedis) et une médaille d'or en double mixte (avec Heinrich Schomburgk). Elle est la deuxième championne olympique allemande après Anna Hübler, sacrée en patinage artistique aux Jeux de Londres en 1908. Elle a détenu les titres de championne d'Allemagne en simple en 1912 et 1913. En 1927, elle dispute une tournée professionnelle en Angleterre contre Suzanne Lenglen.
Dorothea Köring est décédée dans sa maison au cours du bombardement de Dresde à la fin de la seconde Guerre mondiale.

## Palmarès (partiel)

### Finale en simple dames
| No | Date       | Nom et lieu du tournoi           | Catégorie     | Surface      | Vainqueure           | Score         |          |
| -- | ---------- | -------------------------------- | ------------- | ------------ | -------------------- | ------------- | -------- |
| 1  | 28/06/1912 | Jeux olympiques d'été, Stockholm | J. olympiques | Terre (ext.) | Marguerite Broquedis | 4-6, 6-3, 6-4 | Parcours |

### Titre en double mixte
| No | Date       | Nom et lieu du tournoi          | Catégorie     | Surface      | Partenaire          | Finalistes                      | Score    |          |
| -- | ---------- | ------------------------------- | ------------- | ------------ | ------------------- | ------------------------------- | -------- | -------- |
| 1  | 28/06/1912 | Jeux olympiques d'été Stockholm | J. olympiques | Terre (ext.) | Heinrich Schomburgk | Sigrid Fick · Gunnar Setterwall | 6-4, 6-0 | Parcours |

## Parcours aux Jeux olympiques

### En simple dames
| # | Date       | Nom de l'olympiade               | Surface      | Résultat | Ultime adversaire    | Score         |          |
| - | ---------- | -------------------------------- | ------------ | -------- | -------------------- | ------------- | -------- |
| 1 | 28/06/1912 | Jeux olympiques d'été, Stockholm | Terre (ext.) | Argent   | Marguerite Broquedis | 4-6, 6-3, 6-4 | Parcours |

### En double mixte
| # | Date       | Nom de l'olympiade              | Surface      | Résultat | Partenaire          | Ultimes adversaires             | Score    |          |
| - | ---------- | ------------------------------- | ------------ | -------- | ------------------- | ------------------------------- | -------- | -------- |
| 1 | 28/06/1912 | Jeux olympiques d'été Stockholm | Terre (ext.) | Or       | Heinrich Schomburgk | Gunnar Setterwall · Sigrid Fick | 6-4, 6-0 | Parcours |

## Navigation
- Ressources relatives au sport :   - CIO
  - ITF
  - Olympedia
- Notices d'autorité :   - VIAF
  - ISNI
  - GND